# Veselinove
Veselinove (en ucraniano: Веселинове, romanizado: Veselynove; ) es un pueblo ucraniano perteneciente al óblast de Mikolaiv. Situado en el sur del país, forma parte del raión de Voznesensk y parte del municipio (hromada) de Veselinove.

## Toponimia
El nombre en otros idiomas de importancia en el asentamiento es Veselinovo (en ruso: Веселиново).

## Geografía
Veselinove está a orillas del río Chichiklia, 27 km al sur de Voznesensk y 86 km al noroeste de Mikolaiv. El asentamiento está a 1 km de la frontera del óblast de Odesa.  

## Historia
Veselinove se estableció a fines del siglo XVIII y recibió su nombre del terrateniente Veselinov. Desde principios del siglo XIX, perteneció a la gobernación de Jersón, y después de 1834 al uyezd Ananiev. En la segunda mitad del siglo, pasó a llamarse Aleksandrovka por el nombre de la hija del terrateniente, pero a fines del siglo XIX se le devolvió el antiguo nombre.
En enero de 1918, Veselinove se convirtió en el centro de un vólost. El 16 de abril de 1920, la gobernación de Odesa se separó y el área se trasladó al uyezd de Voznesensk de la gobernación de Odesa. En 1923, se abolieron los uyezds en la República Socialista Soviética de Ucrania y las gobernaciones se dividieron en okrukas. En 1930, se abolieron las okrujas y el 27 de febrero de 1932 se estableció el óblast de Odesa y Veselinove se incluyó en él. El raión de Veselinove con el centro administrativo en Veselinove se estableció en 1939 y pertenecía al óblast de Odesa.
Durante la Segunda Guerra Mundial, el pueblo fue ocupado por las tropas de la Wehrmacht el 11 de agosto de 1941 y liberado por las tropas del Ejército Rojo el 29 de marzo de 1944.
En 1944, el raión de Veselinove se transfirió al óblast de Mikolaiv. En 1960, Veselinove obtuvo el estatus de asentamiento de tipo urbano. En 1963, durante la fallida reforma administrativa de Jruschov, se abolió el raion pero en 1965, se restableció.
Hasta el 18 de julio de 2020, Veselinove fue centro del raión de Veselinove. El raión se abolió en julio de 2020 como parte de la reforma administrativa de Ucrania, que redujo el número de rayones del óblast de Mikolaiv a cuatro. El área del raión de Veselinove se fusionó con el raión de Voznesensk.En 2023, Veselinove perdió el estatus de asentamiento de tipo urbano debido a la eliminación de este estatus administrativo.

## Demografía
La evolución de la población de Veselinove entre 1923 y 2022 fue la siguiente:
| 1001                                                          | 2500 | 3394 | 5543 | 7317 | 8123 | 7267 | 6238 | 5991 | 5991 | 5785 | 5566 |
| (Fuente: Cities & Towns of Ukraine y UKRAINE: Größere Städte) |      |      |      |      |      |      |      |      |      |      |      |

Según el censo de 2001, la lengua materna de la mayoría de los habitantes, el 93,97%, es el ucraniano; del 5,01% es el ruso.

## Infraestructura

### Transportes
Veselinove cuenta con una estación del ferrocarril Odesa-Bajmach. 